# أنتوني غيدنز
أنتوني غيدنز أو البارون غيدنز (ولد في لندن في 18 يناير 1938) عالم اجتماع إنجليزي معاصر، اشتهر لوضعه نظرية الهيكلة (بالإنجليزية: Theory of structuration) سنة 1984، كما عرف بنظرته الكلانية إلى المجتمعات المعاصرة.
تخرج غيدنز في جامعة هل سنة 1959 متخصصًا في علمي النفس والاجتماع، ثم حصل على درجة الماجستير من كلية لندن للاقتصاد، ثم دكتوراه الفلسفة من كلية الملك بكامبردج سنة 1961.
يعد غيدنز أحد أبرز علماء الاجتماع المعاصرين. نشر ما لا يقل عن 34 كتابًا (بمعدل كتاب واحد سنويًا تقريبًا)، ترجمت إلى ما لا يقل عن 29 لغة. من مؤلفاته «الطريق الثالث: تجديد الديمقراطية الاجتماعية» (1998) و«نقد معاصر للمادية التاريخية».
يمكن تحديد أربع مراحل ملحوظة في حياته الأكاديمية. تضمنت المرحلة الأولى تحديد رؤية جديدة لماهية علم الاجتماع، وتقديم فهم نظري ومنهجي لهذا المجال بناءً على إعادة تفسير نقدي للكلاسيكيات. تشمل منشوراته الرئيسية في تلك الحقبة «الرأسمالية والنظرية الاجتماعية الحديثة» (1971)، و«بنية الطبقات في المجتمعات المتقدمة» (1973). في المرحلة الثانية، طوّر غيدنز نظرية الهيكلة، وهي تحليل للفاعلية والبنية، ولم تحظَ كلتاهما بالأولوية في هذه النظرية. نال بفضل أعماله في تلك الفترة شهرة عالمية في مجال علم الاجتماع، من أعماله «قواعد جديدة للطريقة السوسيولوجية» (1976)، و«المشاكل المركزية في النظرية الاجتماعية» (1979)، و«دستور المجتمع» (1984). عُنيت المرحلة الثالثة من العمل الأكاديمي لغيدنز بالحداثة والعولمة والسياسة، خاصة تأثير الحداثة على الحياة الاجتماعية والشخصية. تتجسّد هذه المرحلة في نقده لما بعد الحداثة ونقاشاته لطرف ثالث جديد «واقعي-طوباوي» في السياسة، ظهر هذا الموقف في «عواقب الحداثة» (1990)، و«الحداثة وهوية الذات» (1991)، و«تغيّر العلاقة الحميمة» (1992)، و«ما وراء اليسار واليمين» (1994) و«الطرف الثالث: تجديد الديمقراطية الاجتماعية» (1998). طمح غيدنز إلى إعادة صياغة النظرية الاجتماعية وإعادة دراسة فهمنا لتطور الحداثة ومسارها.
في المرحلة الأخيرة، حوّل غيدنز انتباهه إلى مجموعة أكثر واقعية من المشاكل ذات الصلة بتطور المجتمع العالمي، تحديدًا القضايا البيئية، وركّز بشكل خاص على النقاشات حول تغيّر المناخ، التي حلّلها في طبعات متتالية من كتابه «سياسة تغيّر المناخ» (2009)؛ ودور الاتحاد الأوروبي وطبيعته في «القارة المضطربة والقوية: ما المستقبل الذي ينتظر أوروبا؟» (2014)؛ وسلسلة من المحاضرات والخطابات عن طبيعة الثورة الرقمية وعواقبها.
شغل غيدنز منصب مدير كلية لندن للاقتصاد في الفترة من 1997 إلى 2003، إذ يعمل الآن أستاذًا فخريًا في قسم علم الاجتماع. وهو زميل مدى الحياة في كلية الملك في كامبريدج.

## سيرته الذاتية
وُلد غيدنز وترعرع في ضاحية إدمونتون في لندن، وترعرع في أسرة من الطبقة المتوسطة الدنيا، وهو ابن موظف يعمل لدى جهاز نقل الركاب في لندن. التحق بمدرسة منشيندن، وكان أول فرد في أسرته يرتاد الجامعة. حصل غيدنز على شهادته الأكاديمية الجامعية في علم الاجتماع وعلم النفس من جامعة هل في عام 1959، تليها درجة الماجستير من كلية لندن للاقتصاد. حصل في وقت لاحق على درجة الدكتوراه من كلية الملك، كامبريدج. في عام 1961، بدأ غيدنز العمل في جامعة ليستر، إذ درس علم النفس الاجتماعي. في مدينة ليستر، التي تُعد من إحدى المدن الحاضنة لعلم الاجتماع في بريطانيا، قابل نوربيرت إلياس وبدأ العمل على موقفه النظري. في عام 1969، عُيّن غيدنز في منصب في جامعة كامبريدج، حيث ساعد في ما بعد في إنشاء لجنة العلوم الاجتماعية والسياسية.
عمل غيدنز لسنوات عديدة في جامعة كامبريدج كزميل في كلية الملك، ونال ترقية في نهاية المطاف لمنصب أستاذ في عام 1987. هو أحد مؤسسي مجلة بوليتي بريس (1985). من عام 1997 إلى عام 2003، كان مديرًا لكلية لندن للاقتصاد وعضوًا في المجلس الاستشاري لمعهد أبحاث السياسة العامة. كان أيضًا مستشارًا لتوني بلير. اعتنق بلير منهج الطرف الثالث، الذي وضعه غيدنز، وأصبح فكرته السياسية المرشدة. كان متحدّثًا صريح الرأي في المناقشات السياسية البريطانية، إذ دعم حزب العمل المنحاز إلى وسط اليسار بالظهور في المقابلات الإعلامية وكتابة المقالات (يُنشر العديد منها في مجلة نيو ستيتسمان). حصل على لقب النبالة مدى حياة في يونيو 2004 بصفته البارون غيدنز من ساوثغيت في منطقة إنفيلد في لندن، ومقعدٍ في مجلس اللوردات لحزب العمال. هو زميل في الأكاديمية الأمريكية للفنون والعلوم والأكاديمية الصينية للعلوم الاجتماعية. حصل غيدنز أيضًا على أكثر من 15 درجة فخرية من مختلف الجامعات، بما في ذلك الدرجات الفخرية التي نالها مؤخرًا من جامعة ياغيلونيا (2014)، وجامعة جنوب أستراليا (2016)، وكلية غولدسميث، جامعة لندن (2016)، وجامعة لينغنان (2017).

## عمله

### نظرة عامة
ألّف غيدنز أكثر من 34 كتابًا، و200 مقالة، والعديد من المراجعات، وساهم في أهم التطورات في مجال العلوم الاجتماعية وكتب عنها، باستثناء تصميم البحث والأساليب. قدّم تعليقات على معظم المدارس والشخصيات الرائدة واستخدم معظم النماذج السوسيولوجية في كل من علم الاجتماع الكلي والجزئي. تتنوّع كتاباته من المشكلات المجردة والنظرية الشارحة، إلى الكتب المدرسية المباشرة والواقعية. طُبع كتابه المدرسي «علم الاجتماع»، الذي نُشر لأول مرة في عام 1988، ثماني طبعات حتى الآن. أخيرًا، اشتُهر أيضًا بنهجه متعدد التخصصات، إذ لم يعلّق غيدنز على التطورات في علم الاجتماع فحسب، وإنما أيضًا في الأنثروبولوجيا، وعلم الآثار، وعلم النفس، والفلسفة، والتاريخ، واللغويات، والاقتصاد، والعمل الاجتماعي، والعلوم السياسية مؤخرًا. في ضوء معرفته وأعماله، يمكن للمرء أن يرى الكثير من أعمال حياته كشكل من أشكال التوليف الكبير للنظرية السوسيولوجية.

### طبيعة علم الاجتماع
قبل عام 1976، قدّمت معظم كتابات غيدنز تعليقات نقدية على مجموعة واسعة من الكتّاب والمدارس والتقاليد. اتخذ غيدنز موقفًا ضد النسق الاجتماعي الذي كان سائدًا آنذاك (متمثّلًا في تالكوت بارسونز)، وانتقد نظرية التطور والمادّية التاريخية أيضًا. في «الرأسمالية والنظرية الاجتماعية الحديثة» (1971)، درس أعمال ماكس فيبر، وإميل دوركايم، وكارل ماركس، وناقش أنه على الرغم من مناهجهم المختلفة، كان كلٌّ منهم مهتمًا بالربط بين الرأسمالية والحياة الاجتماعية. أكّد غيدنز على البنى الاجتماعية للسلطة والحداثة والمؤسسات، وعرّف علم الاجتماع على هذا النحو:
«دراسة المؤسسات الاجتماعية التي نشأت نتيجة التحول الصناعي في القرنين أو الثلاثة قرون الماضية».
في كتاب «قواعد جديدة للطريقة السوسيولوجية» (1976)، الذي يشير عنوانه إلى كتاب دوركايم «قواعد الطريقة السوسيولوجية» لعام 1895، حاول غيدنز شرح كيف تجب دراسة علم الاجتماع وعالج الفجوة القائمة منذ أمد طويل بين هؤلاء المنظّرين الذين يعطون الأولوية لدراسات المستوى الكلي للحياة الاجتماعية؛ النظر إلى الصورة الكبيرة للمجتمع، وأولئك الذين يشددون على المستوى الجزئي؛ ما تعنيه الحياة اليومية للأفراد. في «قواعد جديدة»، أشار إلى أن النهج الوظيفي الذي ابتكره دوركايم عامل المجتمع كواقع بحد ذاته لا يمكن اختزاله إلى الأفراد. رفض نموذج دوركايم للوضعية السوسيولوجية الذي حاول التنبؤ بكيفية عمل المجتمعات، متجاهلًا المعاني كما يفهمها الأفراد. لاحظ غيدنز:
«يتّخذ المجتمع شكلًا فقط، وذلك الشكل يؤثر فقط في الأفراد، بقدر ما تُنتج البنية ويُعاد إنتاجها في ما يفعله الناس».
قارن غيدنز منهج دوركايم مع منهج فيبر؛ علم الاجتماع التفسيري، الذي يركّز على فهم وكالة الأفراد ودوافعهم. إن غيدنز أقرب إلى فيبر من دوركايم، لكنه يرفض كلا المنهجين في تحليله، قائلًا «ما دام المجتمع ليس حقيقة جماعية، فلا ينبغي معاملة الفرد كوحدة مركزية للتحليل». بدلًا من ذلك، يستخدم منطق التقليد التأويلي من علم الاجتماع التفسيري للدفاع عن أهمية الوكالة في النظرية الاجتماعية، مدعيًا أن الفاعلين الاجتماعيين هم دائمًا على دراية بما يفعلونه إلى حد ما. وبالتالي فإن النظام العام هو نتيجة لبعض الأفعال الاجتماعية المخطط لها مسبقًا، وليس استجابة تطورية تلقائية. على عكس علماء الطبيعية، يتعيّن على علماء الاجتماع تفسير عالم اجتماعي فسّرته مسبقًا الجهات الفاعلة التي تعيش فيه. وفقًا لغيدنز، هناك ثنائية في البنية تمتلك من خلالها الممارسة الاجتماعية، الوحدة الرئيسية للبحث، مكونًا من البنية والوكالة. تقيّد البيئة البنيوية سلوك الفرد، لكنها تجعله ممكنًا أيضًا. وأشار إلى وجود شكل محدد من الدورة الاجتماعية. بمجرد صياغة المفاهيم السوسيولوجية، فإنها تتسرّب إلى العالم اليومي وتغير طريقة تفكير الناس. نظرًا لأن الجهات الفاعلة الاجتماعية انعكاسية وترصد التدفق المستمر للأنشطة والظروف البنيوية، فإنها تعدّل أفعالها وفق تصوراتها المتطورة. نتيجة لذلك، فإن المعرفة العلمية الاجتماعية للمجتمع سوف تغيّر فعليًا الأنشطة البشرية. ويصف غيدنز هذه العلاقة ذات الشقين التفسيري والجدلي بين المعرفة العلمية الاجتماعية والممارسات الإنسانية بأنها مزدوجة التأويل. أكد غيدنز أيضًا على أهمية السلطة التي تُعدّ وسيلة لتحقيق الغايات، وبالتالي فهي توجد بشكل مباشر في أفعال كل شخص. تتشكل السلطة، القدرة التحويلية للناس على تغيير العالم الاجتماعي والمادي، بشكل وثيق من خلال المعرفة والزمكان.

## وصلات خارجية
- أنتوني غيدنز على موقع IMDb (الإنجليزية)
- أنتوني غيدنز على موقع الموسوعة البريطانية (الإنجليزية)
- أنتوني غيدنز على موقع مونزينجر (الألمانية)
- مقابلة مع ريز خان - قناة الجزيرة الإنجليزية على يوتيوب (بالإنجليزية)